# Dun (Cruesa)
Dun (en francès Dun-le-Palestel) és una localitat i comuna de França, a la regió de la Nova Aquitània, departament de la Cruesa, al districte de Garait. És la capçalera i major població del cantó del seu nom. La seva població al cens de 1999 era de 1.106 habitants. Està integrada a la Communauté de communes du Pays Dunois, de la qual és la població més gran.

## Demografia
| 1968 | 1975 | 1982 | 1990 | 1999 |
| ---- | ---- | ---- | ---- | ---- |
| 1260 | 1330 | 1293 | 1203 | 1106 |

## Administració
| Període   | Identitat      | Partit |
| --------- | -------------- | ------ |
| 2001-2005 | Roland Aupetit | UMP    |
| 2005-     | Laurent Daulny | UMP    |